# Árainn Mhór
Árainn Mhór (più conosciuta in inglese come Arranmore o, talvolta, semplicemente Aran Island, da non confondere con le tre isole Aran al largo della Galway Bay), è un'isola situata nella zona occidentale del Donegal, nella Repubblica d'Irlanda. È la più vasta di tutte quelle comprese nella propria contea e la seconda in tutta la nazione, la superficie è di 18 km².
La popolazione è di circa 500 abitanti e parla ancora abbastanza (anche se l'inglese prevale) la lingua gaelica, permettendo all'isola l'inserimento nelle aree gaeltacht del Donegal.
Dista da Burtonport e, quindi, dalla costa irlandese, poco meno di 6 km.
Abitata sicuramente già da popolazioni pre-celtiche, come dimostrano fortificazioni rudimentali sui promontori e altri resti primitivi, la sua posizione in pieno oceano Atlantico la rese punto strategico in tempi più recenti, come dimostrano la presenza di un faro posizionato nella parte più nord-occidentale e di una stazione marittima, oltre che di una postazione per visionare U-boats della Seconda guerra mondiale.
Arranmore fu la prima isola irlandese ad avere la corrente elettrica (1957), ma paradossalmente l'ultimo territorio della nazione per l'acqua potabile corrente (disponibile soltanto dagli anni ottanta). La telefonia automatica arrivò soltanto negli anni novanta.
È l'unica isola irlandese ad avere una propria squadra di calcio e un servizio di guardia costiera.
L'economia si basa quasi esclusivamente sul turismo, sulla pesca e sulle scuole estive di lingua gaelica, gettonatissime in Irlanda negli ultimi decenni. È stato recentemente avviato qualche tentativo di insediare qualche industria.